# Rocky DeSantos
Rocky DeSantos is een personage uit de televisieserie Power Rangers. Hij werd geïntroduceerd in het tweede seizoen van Mighty Morphin Power Rangers en bleef bij het team gedurende het hele verdere tweede seizoen, derde seizoen en de serie Power Rangers: Zeo. Rocky werd gespeeld door Steve Cardenas en deed in totaal in 127 afleveringen mee.

## Biografie

### InMighty Morphin Power Rangers
Rocky kwam oorspronkelijk uit de fictieve stad Stone Canyon, maar bezocht de (eveneens fictieve) stad Angel Grove samen met Adam Park en Aisha Campbell om daar mee te doen aan de Team Ninja competitie. Vanwege zijn vaardigheden op het gebied van vechtsporten werd Rocky meteen doelwit van Lord Zedd. Hij, Adam en Aisha werden door Zedd ontvoerd, maar gered door de Rangers. Echter, bij de reddingsactie ontdekte het drietal de waren identiteiten van de Rangers. Ze werden meegenomen naar het commandocentrum, waar ze tegenover Zordon zwoeren nooit iemand te vertellen wat ze hadden gezien.
Rocky verhuisde uiteindelijk permanent naar Angel Grove omdat hij naar de middelbare school daar ging. Hij werd door Jason Lee Scott uitgekozen als nieuwe Rode Ranger toen Jason zelf weg moest naar een vredesconferentie in Zwitserland.
Aan het begin van het derde seizoen kreeg Rocky van Ninjor nieuwe Ninja-krachten. Hiermee kon hij onder andere teleporteren en andere ninjatrucs uitvoeren.
Rocky was een van de rangers die het Zeo Kristal uit handen van Master Vile wisten te houden. Hij hielp mee het te versplinteren en naar andere tijden te sturen.

### InMighty Morphin Alien Rangers
Toen Master Vile de tijd op aarde terugdraaide met de Orb of Doom veranderde Rocky weer in een kind. Terwijl de Aquitian Rangers de Aarde beschermden, moesten de Rangers de stukken van het zeo kristal terughalen. Rocky vond zijn stuk van het kristal in een actieve vulkaan. Hij ontmoette bij deze missie ook een jongere versie van zijn grootvader, Pablo DeSantos.

### InPower Rangers: Zeo
Met de stukken Zeo Kristal wisten de Rangers de tijd op Aarde te herstellen. Rond dezelfde tijd begon het Machine Keizerrijk aan zijn aanval op de Aarde. Rocky gebruikte zijn Zeo Kristal om Blauwe Zeoranger te worden.
Gedurende Power Rangers: Zeo keerde Jason Lee Scott weer terug, nu als de gouden ranger. Dit viel bij Rocky niet echt in goede aarde aangezien zijn teamgenoten dol waren op Jason en hij het gevoel had dat hij werd vervangen door de Ranger die hij eerst vervangen had. Rocky probeerde zelfs Koning Mondo alleen te verslaan om zichzelf te bewijzen. Uiteindelijk legden Jason en Rocky het bij en werden zelfs goede vrienden.

### InTurbo: A Power Rangers MovieenPower Rangers: Turbo
Nadat het Machine Keizerrijk was verslagen, en Rita Repulsa en Lord Zedd ook hun aanvallen hadden stopgezet, deden de Rangers mee aan een vechttoernooi om geld in te zamelen voor het Angel Grove jeugdcentrum. Tijdens dit toernooi maakte Rocky echter een ongelukkige beweging en landde hard op zijn rug. Hij moest hiervoor zelfs in het ziekenhuis worden opgenomen.
Toen de Rangers moesten afreizen naar het eiland Murianthias om de ruimtepiraat Divatox tegen te houden kon Rocky niet met hen mee. Hij gaf zijn positie door aan Justin Stewart (die per ongeluk de Rangers’ identiteiten had ontdekt).
Rocky dook nog eenmaal op aan het begin van Power Rangers: Turbo. Hier was hij inmiddels weer grotendeels genezen en bood Justin hem zelfs aan zijn rangerkrachten terug te nemen. Rocky sloeg dit aanbod echter af omdat hij vond dat zijn tijd als Ranger definitief voorbij was.
Na de afstudeerceremonie van zijn klasgenoten te hebben bijgewoond opened Rocky zijn eigen dojo. Sindsdien is er niets meer van hem vernomen.

## Trivia
- Rocky is een van de weinige Rode Rangers die geen teamleider is geweest. Rond de tijd dat hij de Rode Ranger werd had Tommy Oliver die taak al toegewezen gekregen. Andere rode rangers waren Aurico, Wes Collins en, formeel, Jack Landors die enkel veldleider was.
- Rocky is de enige Ranger tot dusver die zijn positie in het team moest opgeven vanwege een verwonding.
- Rocky was de enige Rode Ranger (gerekend t/m Power Rangers: Wild Force) die niet meedeed in de aflevering Forever Red.